# Baker, Rauch & Lang Company

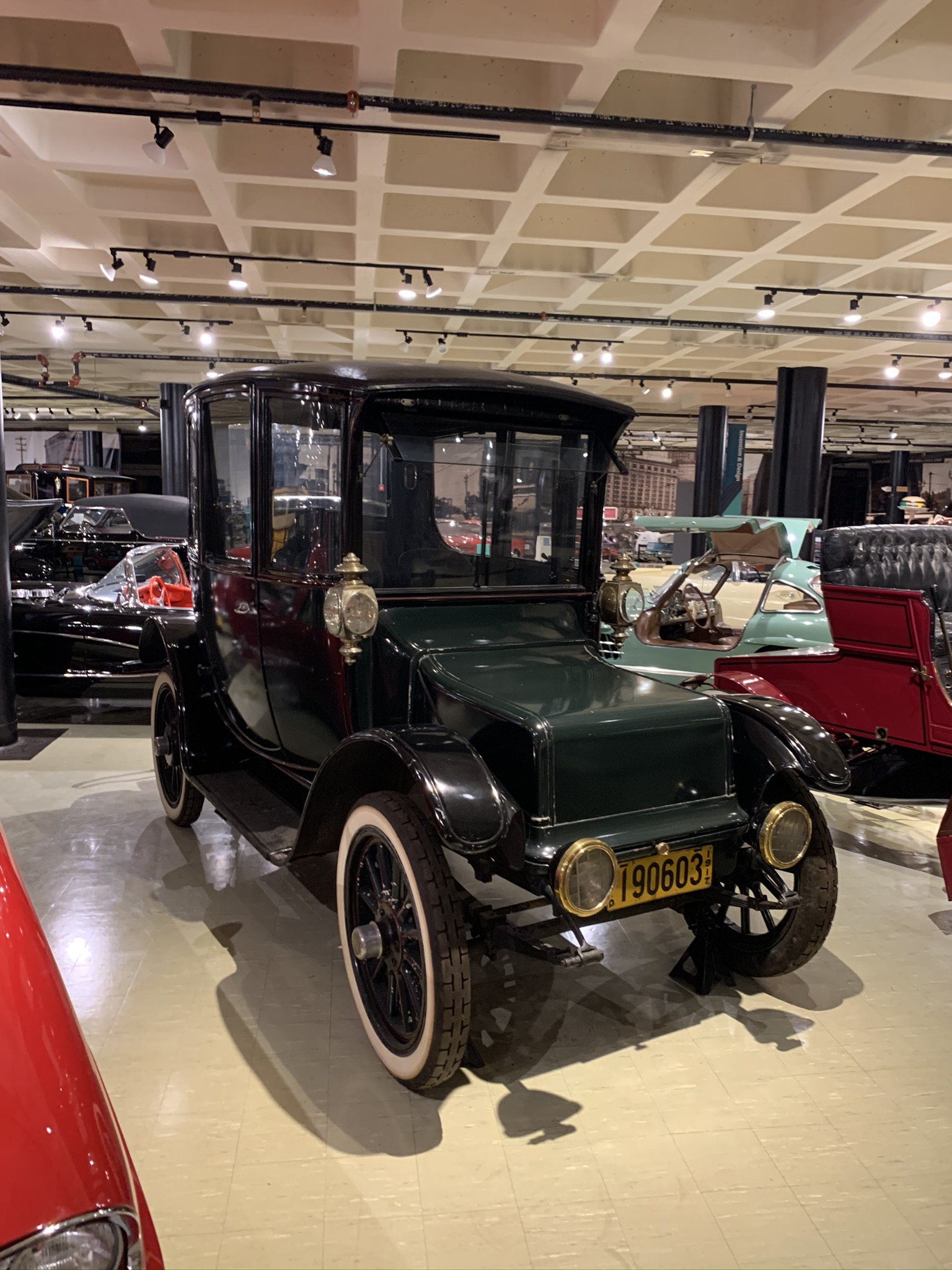
Elektro-Pkw der Marke Rauch & Lang von 1916

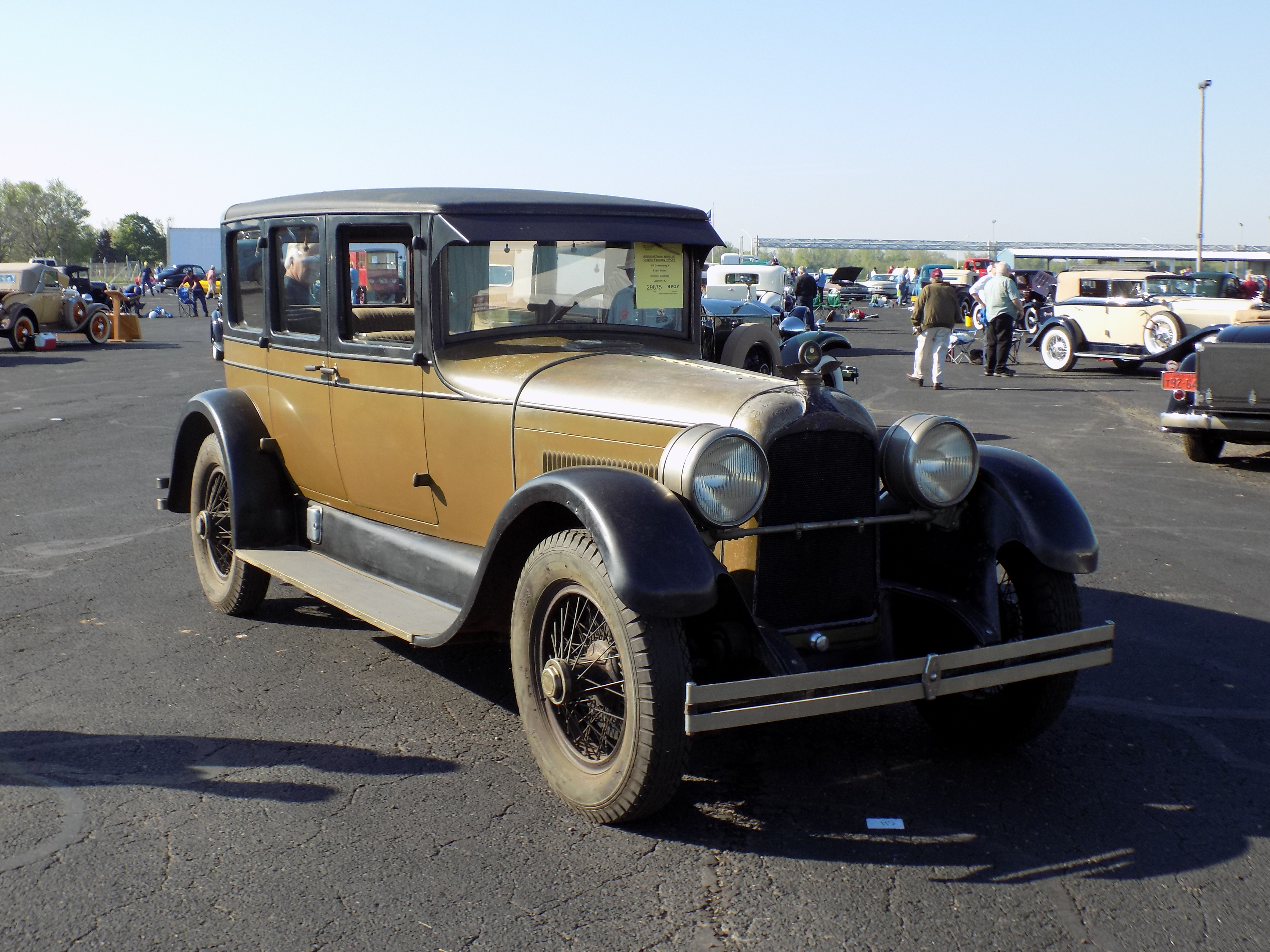
Duesenberg Model A mit Aufbau von Baker, Rauch & Lang

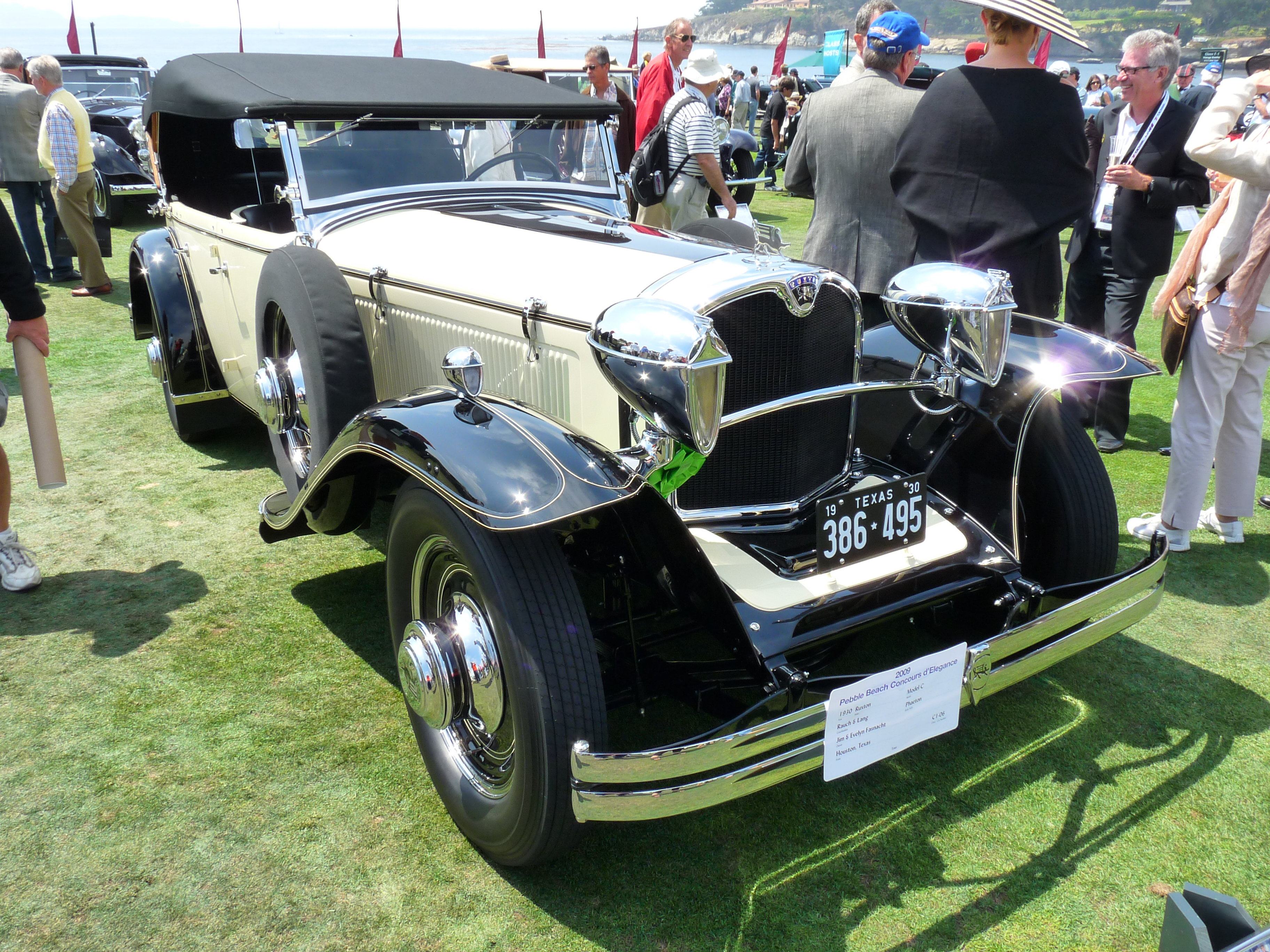
Ruxton mit Aufbau von Baker, Rauch & Lang

Baker, Rauch & Lang Company war ein US-amerikanischer Hersteller von Automobilen.

## Unternehmensgeschichte
Das Unternehmen entstand am 10. Juni 1915 in Cleveland in Ohio. Es war eine Fusion zwischen der Baker Motor Vehicle Company und der Rauch & Lang Carriage Company. Charles C. F. Wieber wurde Präsident. Das neue Unternehmen stellte noch bis 1916 Personenkraftwagen und Lastkraftwagen der Marke Baker her. Außerdem entstanden Pkw der Marke Rauch & Lang. Zwischen 1916 und 1919 wurde der Owen Magnetic montiert.
1919 wurde Frederick R. White neuer Präsident. Im selben Jahr wurde die Raulang Body Division für die Karosseriefertigung ausgegliedert. Ab 1920 stellte das Unternehmen in einer weiteren Division industrielle Nutzfahrzeuge her.
Im Januar 1920 kaufte Ray S. Deering, Präsident von Stevens-Duryea, die Pkw-Abteilung auf und machte daraus je nach Quelle die Rauch & Lang Electric Car Manufacturing Company oder die Rauch & Lang, Inc. Die Abbildung einer Aktie bestätigt die letztgenannte Firmierung.
1924 übernahm die Karosserieabteilung die Rubay Company.
1926 wurde E. J. Bartlett Präsident, E. H. Remde Chefingenieur, H. A. Schultz Produktionsleiter, J. W. Moran stellvertretender Schatzmeister und Carl E. Geiger Einkäufer.
1937 führte eine Reorganisation zu Baker-Raulang.

## Produkte
Die industriellen Nutzfahrzeuge umfassten Gabelstapler, Plattform-Lkw und Kräne.
Aufbauten für Kraftfahrzeuge entstanden für verschiedene Hersteller. Gesichert überliefert für die Zeit dieses Unternehmens sind Biddle Motor Car Company, Duesenberg, Ford, Gardner Motor Company, General Motors, Reo Motor Car Company,  Ruxton, White Motor Company, Wills Sainte Claire Motor Company und Yellow Coach.